# Кужиль, Григорий Михайлович
Григорий Михайлович Кужиль (1914, село Максимильяновка, Мариупольский уезд, Екатеринославская губерния, Российская империя — неизвестно, село Максимильяновка, Покровский район, Донецкая область, Украинская ССР) — комбайнёр Марьинской МТС Марьинского района Сталинской области, Украинская ССР. Герой Социалистического Труда (1952).

## Биография
Родился в 1914 году в крестьянской семье в селе Максимильяновка Мариупольского района. Трудиться начал с 1920-х годов. В послевоенное время — комбайнёр Марьинской МТС, директором которой был Иван Титович Горелов.
Трудился на обработке земельных угодий и сборе урожая в колхозах «Червоный прапор», имени Сталина и Жданова Марьинского района. Ежедневно убирал в среднем до 20 центнеров семян подсолнечника. В 1951 году намолотил на комбайне «Сталинец-6» 8274 центнера зерновых за 25 рабочих дней. Указом Президиума Верховного Совета СССР от 25 июня 1952 года удостоен звания Героя Социалистического Труда за «достижение высоких показателей на уборке и обмолоте зерновых и масличных культур в 1951 году» с вручением ордена Ленина и золотой медали «Серп и Молот» (№ 6309).
Этим же указом званием Героя Социалистического Труда был награждён комбайнёр Марьинской МТС Сергей Павлович Железняк.
После расформирования Марьинской МТС в 1958 году трудился комбайнёром в колхозе имени Ильича Марьинского района.
После выхода на пенсию проживал в родном селе Максимильяновка. С 1970 года — персональный пенсионер союзного значения. Дата смерти не установлена.
Награды
- Герой Социалистического Труда
- Орден Ленина
- Медаль «За трудовую доблесть» (26.04.1951).